# Герб Медведевого
Герб Медве́девого — офіційний символ села Медведеве Ємільчинського району Житомирської області, затверджений 10 березня 2013 р. рішенням № 141 XXII сесії Медведівської сільської ради VI скликання.

## Опис
Щит поділений срібним нитяним хрестом. На першому червоному полі золотий хрест, від якого розходяться золоті промені сонця. На другому лазуровому полі золоті бджолині стільники у вигляді квітки. На третьому лазуровому полі золотий дзвін. На четвертому червоному полі три семипроменеві золоті зірки. Щит розміщений у золотому картуші, верхня половина якого еклектична, а нижня утворена з колосків пшениці, унизу якого на білій стрічці червоними літерами написано девіз «Молись та трудись». Щит увінчаний золотою сільською короною.

## Значення символів
Червоний колір символізує Волинську губернію і Полісся, мужність, відвагу. Золотий хрест символізує вічне життя, сонячні промені вказують на благодать і світло християнства. Лазур уособлює річку Заровеньку, є втіленням чесності, вірності, досконалості. Бджолині стільники у вигляді квітки символізують борть (перший примітивний вулик), пов'язаний з однією з легенд походження назви села Медведеве (Мед-веде). Золотий дзвін символізує село Заровенка — фашистські окупанти спалили половину села — а також репресії 20-40 років минулого століття. Три семипроменеві золоті зірки символізують минуле, сучасне й майбутнє сіл. Вони розташовані у вигляді літери «Л», що означає любов до рідного краю.
Автори — Сергій Артемович Руденко, Тетяна Василівна Примак.